# 菲尔·拉芬
菲尔·拉芬（全名：Phillip Gene Ruffin，1935年3月14日—）是一位美国富商，是拉斯维加斯金銀島酒店等酒店的拥有者。